# الحزب الوطني المسيحي (كولومبيا)
الحزب الوطني المسيحي (بالإسبانية: Partido Nacional Cristiano) هو حزب سياسي ديمقراطي مسيحي في كولومبيا. في الانتخابات التشريعية التي جرت في 10 مارس 2002، فاز الحزب، باعتباره أحد الأحزاب الصغيرة العديدة، بالتمثيل البرلماني.